# 東武 (朱常清)
东武（1648年正月—十月）是南明淮王朱常清之年号，共计1年。
该年号《明史》等史书无记载，见于《續明紀事本末》卷七、李兆洛《纪元编》转注无名氏《鲸琦别编》。

## 公元纪年对照表
| 东武 | 元年   |
| ---- | ------ |
| 公元 | 1648年 |
| 干支 | 戊子   |

## 同期存在的其他政权年号
- 中國
  - 顺治（1644年－1661年）：清—世祖福临之年号
  - 永曆（1647年－1683年）：南明—永历帝朱由榔之年号
  - 监国鲁（1645年－1653年）：南明—鲁王朱以海之年号
  - 定武（1646年－1664年）：南明—韩王朱本铉（朱亶塉）之年号（存疑）
  - 天正（1648年）：清朝时期—东明张近堂之年号
- 越南
  - 福泰（1643年－1649年）：后黎朝—真宗黎维祐之年号
  - 順德（1628年－1677年）：莫朝—莫敬完之年号
- 日本
  - 正保（1644年－1648年）：後光明天皇之年號
  - 庆安（1648年－1651年）：後光明天皇之年号

## 參看
- 中國年號索引
- 東武的消歧義